# Grand Prix d'Isbergues 2000
Il Grand Prix d'Isbergues 2000, cinquantaquattresima edizione della corsa e valida come evento dell'UCI categoria 1.2, si svolse il 17 settembre 2000, per un percorso totale di 209 km. Fu vinto dal belga Peter Van Petegem che giunse al traguardo con il tempo di 4h42'56" alla media di 44,321 km/h.
Al traguardo 79 ciclisti portarono a termine il percorso.

## Ordine d'arrivo (Top 10)
| Pos. | Corridore            | Squadra      | Tempo    |
| ---- | -------------------- | ------------ | -------- |
| 1    | Peter Van Petegem    | Farm Frites  | 4h42'56" |
| 2    | Chris Peers          | Cofidis      | s.t.     |
| 3    | Frédéric Guesdon     | F. des Jeux  | s.t.     |
| 4    | Christophe Agnolutto | AG2R Prév.   | s.t.     |
| 5    | Dave Bruylandts      | Farm Frites  | a 2"     |
| 6    | Andrej Čmil          | Lotto-Adecco | a 38"    |
| 7    | Nicolas Reynaud      | Festina      | s.t.     |
| 8    | Lars Michaelsen      | F. des Jeux  | s.t.     |
| 9    | Emmanuel Magnien     | F. des Jeux  | s.t.     |
| 10   | Nico Mattan          | Cofidis      | s.t.     |